# Alvin Williams
Alvin Leon Williams (Filadelfia, Pensilvania, 6 de agosto de 1974) es un exjugador de baloncesto que jugó 9 temporadas en la NBA. Con 1,96 metros de estatura, jugaba en la posición de base.

## Trayectoria deportiva

### Universidad
Williams jugó en la Universidad de Villanova, donde fue nombrado All-America por The Associated Press y en el primer quinteto de la Big East Conference en su año sénior. En aquella temporada, Williams promedió 17.1 puntos, 5.0 rebotes, 3.8 asistencias (líder de los Wildcats) y 1.76 robos de balón por partido. Abandonó Villanova como el tercer máximo anotador de la historia de la universidad con 553 puntos, además de jugar como titular cada uno de los 67 encuentros de Villanova en sus dos últimas temporadas. Como júnior, promedió 5.4 puntos por partido, siendo aquella campaña sus 177 asistencias el tercer mejor registro en la historia de los Wildcats.

### NBA
Tras su periplo universitario, Williams fue escogido en la 48.ª posición del Draft de la NBA de 1997 por Portland Trail Blazers. En mitad de su primera temporada, fue traspasado a Toronto Raptors junto con Kenny Anderson, Gary Trent, dos elecciones de primera ronda de draft y una de segunda ronda, y dinero por Damon Stoudamire, Walt Williams y Carlos Rogers. En sus tres primeras temporadas completas con los Raptors, Williams jugó poco, no superando en ninguna los 21 minutos por noche. En la 2000-01 (donde llegó con los Raptors hasta Semifinales de Conferencia, siendo eliminados en el séptimo partido por Philadelphia 76ers) y 2001-02, Williams jugó los 82 partidos con el equipo, siendo en esta última titular en todos ellos y firmando 11.8 puntos y 5.7 asistencias en 35.7 minutos de juego. La siguiente fue su mejor campaña en cuanto a promedios anotadores con 13.8, ayudando también con 5.3 asistencias en 33.8 minutos. 
En la temporada 2003-04, comenzó su calvario con las lesiones, perdiéndose un tercio de temporada y la siguiente completa por culpa de la rodilla. Tras jugar solamente un partido con Toronto en la campaña 2005-06, Williams regresó a la lista de lesionados y no volvió a jugar más con los Raptors. El 26 de julio de 2006 fue cortado para hacer sitio en la plantilla a Fred Jones. 
El 20 de enero de 2007, Williams firmó como agente libre un contrato de 10 días con Los Angeles Clippers, jugando solamente dos partidos.

## Estadísticas de su carrera en la NBA

### Temporada regular
| Año     | Equipo        | PJ  | PT  | MPP  | %TC  | %3P  | %TL  | RPP | APP | ROB | TPP | PPP  |
| ------- | ------------- | --- | --- | ---- | ---- | ---- | ---- | --- | --- | --- | --- | ---- |
| 1997-98 | Portland      | 41  | 10  | 21.1 | .458 | .292 | .734 | 1.5 | 2.0 | .7  | .0  | 6.9  |
| 1997-98 | Toronto       | 13  | 3   | 15.9 | .364 | .500 | .636 | 1.6 | 1.5 | .6  | .1  | 3.2  |
| 1998-99 | Toronto       | 50  | 45  | 21.0 | .401 | .333 | .846 | 1.6 | 2.6 | 1.0 | .2  | 5.0  |
| 1999-00 | Toronto       | 55  | 28  | 14.2 | .397 | .291 | .738 | 1.5 | 2.3 | .6  | .2  | 5.3  |
| 2000-01 | Toronto       | 82  | 34  | 29.2 | .430 | .306 | .752 | 2.6 | 5.0 | 1.5 | .3  | 9.8  |
| 2001-02 | Toronto       | 82  | 82  | 35.7 | .415 | .321 | .736 | 3.4 | 5.7 | 1.6 | .3  | 11.8 |
| 2002-03 | Toronto       | 78  | 78  | 33.8 | .438 | .329 | .782 | 3.1 | 5.3 | 1.4 | .3  | 13.2 |
| 2003-04 | Toronto       | 56  | 54  | 30.9 | .405 | .292 | .776 | 2.7 | 4.0 | 1.0 | .2  | 8.8  |
| 2005-06 | Toronto       | 1   | 0   | 9.8  | .000 | .000 | .500 | 3.0 | .0  | .0  | .0  | 1.0  |
| 2006-07 | L.A. Clippers | 2   | 0   | 4.8  | .000 | .000 | .500 | .5  | 1.5 | 1.0 | .0  | 1.0  |
| Total   | Total         | 460 | 334 | 27.4 | .421 | .313 | .760 | 2.5 | 4.1 | 1.2 | .2  | 9.0  |

### Playoffs
| Año   | Equipo  | PJ | PT | MPP  | %TC  | %3P  | %TL  | RPP | APP | ROB | TPP | PPP  |
| ----- | ------- | -- | -- | ---- | ---- | ---- | ---- | --- | --- | --- | --- | ---- |
| 2000  | Toronto | 1  | 0  | 1.0  | –    | –    | –    | .0  | .0  | .0  | .0  | .0   |
| 2001  | Toronto | 12 | 12 | 40.5 | .431 | .357 | .680 | 2.9 | 4.2 | 1.3 | .7  | 13.8 |
| 2002  | Toronto | 5  | 5  | 39.3 | .320 | .214 | .818 | 4.8 | 5.6 | 1.2 | .4  | 12.0 |
| Total | Total   | 18 | 17 | 38.0 | .396 | .310 | .722 | 3.3 | 4.3 | 1.2 | .6  | 12.5 |